# 1195 Orangia
1195 Orangia è un asteroide della fascia principale. Scoperto nel 1931, presenta un'orbita caratterizzata da un semiasse maggiore pari a 2,2578743 UA e da un'eccentricità di 0,2006034, inclinata di 7,19663° rispetto all'eclittica.
Il suo nome fa riferimento allo Stato Libero dell'Orange, il precursore dell'odierna provincia di Free State, in Sudafrica.